# 빗속의 여인
《빗속의 여인》는 2003년 5월 30일에 MBC에서 방영한 베스트극장이다.

## 등장 인물

### 주요 인물
- 수애 : 윤화 역
- 백종학 : 기정 역
- 김태현 : 상현 역
- 서권순 : 윤화의 어머니 역

### 그 외 인물
- 손동운 : 경찰 역
- 김태영
- 이경미
- 이지영
- 유민영
- 신동호
- 이지은
- 권유나